# ثورة القاهرة الثانية
ثورة القاهرة الثانية ثورة قامت من الشعب المصري ضد الفرنسيين في 20 مارس 1800م وانطلقت الثورة من حي بولاق واستمرت قرابة شهر حتى تمكن الجنرال كليبر من ضرب أحياء القاهرة واحراقها بمدافعه في 21 أبريل 1800 (16 ذي القعدة 1214هـ) واستسلام الثائرين من أهالي مصر.

## اندلاع الثورة
وبينما كان القتال دائرا بين العثمانيين والفرنسيين تسلل فريق من جيش الصدر الأعظم وبعض عناصر المماليك  إلى داخل القاهرة وأثاروا أهلها فكانت ثورة القاهرة الثانية التي استمرت شهر تقريبا (23شوال ـ 25 ذو القعدة/ 30 مارس ـ 20 أبريل 1800) إذ لم يدرك القاهريون حقيقة الأمر عندما استيقظوا على صوت المدافع الدائرة «ماجوا ورمحوا إلى أطراف البلد وقتلوا من صادفوا من الفرنسيين».
ولعب أعيان القاهرة وتجارها وكبار مشايخها دور كبير بخلاف ما حدث في الثورة الأولى، فلم يحجموا عن تزعم الثورة منذ الساعات الأولى، وجادوا بأموالهم لإعداد المآكل والمشارب؛ فقد خرج السيد عمر مكرم نقيب الأشراف والسيد أحمد المحروقي شاه بندر التجار على رأس جمع كبير من عامة أهل القاهرة، وأتراك خان الخليلى والمغاربة المقيمين بمصر وبعض المماليك قاصدين التلال الواقعة خارج باب النصر، «وبأيدى الكثير منهم النبابيت والعصى والقليل معهم السلاح» واحتشد جمع اخر وصاروا يطوقون بالأزقة والحارات وهم يرددون الهتافات المعادية للفرنسيين، ثم اشتبك الثوار مع طوائف الأقليات في معارك راح ضحيتها عديدون من نصارى القبط والشوام وغيرهم، وتحصن الفرنسيون بمعسكرهم بالأزبكية.
وأحضر الثوار ثلاثة مدافع كان الأتراك قد جاءوا بها إلى المطرية، وجلبوا عدة مدافع أخرى وجدت مدفونة في بيوت الأمراء، وأحضروا من حوانيت العطارين من المثقلات التي يزنون بها البضائع من حديد وأحجار استعملوها عوضا عن الجلل للمدافع "لضرب مقر القيادة الفرنسية بالأزبكية كما أنشأوا مصنعا للبارود بالخرنفش، واتخذوا بيت القاضى وما جاوره من أماكن "من جهة المشهد الحسيني" مقرا لصناعة وأصلاح المدافع والقذائف "وعمل العجل والعربات والجلل" وأقاموا معسكر للأسرى بالجمالية، وبثوا العيون والأرصاد للتجسس على المحتلين واستكشاف خططهم ونوايهم ولم يتوانوا عن أخذ كل من تعاون مع الفرنسيين من الخونة بالشدة والعنف.
وسرعان ما انتقل لهيب الثورة إلى بولاق فقام الحاج مصطفى البشتيلي ومن معه بتهييج العامة، وانقضوا بعصيهم وأسلحتهم ورماحهم على معسكر الفرنسيين، وقتلوا حراسه «ونهبوا جميع ما فيه من خيام ومتاع وغيره، ورجعوا منها، وعملوا كرانك حوالى البلد ومتاريس، واستعدوا للحرب والجهاد».
وكافح القاهريون بكل ما في وسعهم من جهد، ووصل المجاهدون الليل بالنهار في قتال عنيف شارك فيه الجميع بحيث «لم ينم سوى الضعيف والجبان والخائف» كما يقول الجبرتي، وقد راحوا يصلون العدو نارا حامية من بنادقهم، في حيت كان هناك من عدهم خلف المتاريس بما يحتاجون مؤن. كذلك «باشر السيد أحمد المحروقى وباقى التجار ومساتير الناس الكلف والنفقات والمشارب» وأتى أهل الأرياف القريبة بالميرة والاحتياجات من السمن والجبن واللبن والغلة والغنم فيبقونه، ثم يرجعون إلى بلادهم.
وعندما عاد كليبر إلى القاهرة بعد ثمانية أيام من اشتعال الثورة وجدها قد تحولت إلى ثكنة عسكرية، فأمر بتشديد الحصار عليها ومنع المؤن المجاهدين، ولم ييئس كليبر فلجأ إلى الاتصال بمراد بك  أحد زعماء المماليك، وتفاوض الاثنان على الصلح، وأبرمت بينهما معاهدة بمقتضاها أصبح مراد بك حاكمًا على الصعيد في مقابل أن يدفع مبلغًا إلى الحكومة الفرنسية، وينتفع هو بدخل هذه الأقاليم، وتعهد كليبر بحمايته إذا تعرض لهجوم أعدائه عليه، وتعهد مراد بك من جانبه بتقديم النجدات اللازمة لمعاونة القوات الفرنسية إذا تعرضت لهجوم عدائي أيًا كان نوعه، وكان هذا يعني أن مراد فضل السيادة الفرنسية على السيادة العثمانية.
ولم يكتف مراد بك بمحاولته في إقناع زعماء الثورة بالسكينة والهدوء، بل قدم للفرنسيين المؤن والذخائر، وسلمهم العثمانيين اللاجئين له، وأرسل لهم سفنًا محملة بالحطب والمواد الملتهبة لإحداث الحرائق بالقاهرة.

## كليبر يخمد ثورة القاهرة الثانية
وما كاد ينجح في ذلك حتى دك القاهرة بالمدافع، وشدد الضرب على حى بولاق، فاندلعت ألسنة النيران فيه، والتهمت الحرائق عددا من المباني والقصور في الأزبكية وبركة الرطلى، ومع ذلك فقد ظلت الروح المعنوية للشعب قوية، وخرج المشايخ والفقهاء والتجار يدعون الناس للقتال، ويحرضونهم على الجهاد.
وقد تغلبت القوة الغاشمة أخيرا بسبب التفوق العسكري الواضح والوحشية وقسوة الانتقام من أهالى الأحياء التي دخلوها؛ فقد ذكر الجبرتي أن الفرنسيين فعلوا بأهل بولاق "ما يشيب من هوله النواصى "فنزلوا بهم ذبحا وتقتيلا حتى صارت الطرقات والأزقة مكتظة بجثث القتلى، وأشعلوا النيران في الأبنية والدور والقصور، ونهبوا الخانات والوكائل والحواصل والودائع والبضائع، وملكوا الدور وبابها من الأمتعة والأموال والنساء والخوندات والصبيان والبنات ومخازن الغلال والسكر والكتان والقطن والأباريز والأرز والأدهان والأصناف العطرية، ومالا تسعه السطور، ولا يحيط به كتاب ولا منشور".
تحرك علماء الأزهر واستأنفوا مساعيهم لحقن الدماء، ووقف عمليات الإحراق والتدمير، ودارت مفاوضات التسليم بين الثوار وكليبر انتهت بعقد اتفاق في (26 من ذي القعدة 1214هـ / 21 من أبريل 1800م)، وقع عليه ناصف باشا من الأتراك العثمانيين، وعثمان أفندي عن مراد بك، وإبراهيم بك عن المماليك، وفيه تعهد العثمانيون والمماليك بالجلاء عن القاهرة خلال ثلاثة أيام مع أسلحتهم وأمتعتهم ما عدا مدافعهم إلى حدود سوريا، في مقابل أن يعفو كليبر عن سكان القاهرة بمن فيهم الذين اشتركوا في الثورة.
تولى لمشايخ الوساطة، وأخذوا من كليبر عفوا وأمانا شامل، ولكن ما لبث أن تنكر للقاهريين بعد اخماد الثورة وكان اقتصاصه رهيبا، ففرض غرمات فادحه على عدد من العلماء والأعيان، وصادرا أملاك السيد أحمد المحروقى، وأعدم الحاج مصطفى البشتيلى، وسجن السادات بالقلعة، وفرض على الدور والممتلكات أجرة سنة كاملة، وقرر المغارم «على الملتزمين وأصحاب الحرف حتى على الحواة والقردتية والمحبظين، والتجار، والنحاسين والدللين والقبانية وقضاة المحاكم وغيرهم».
انصرف كليبر بعد اخماد الثورة إلى إجراء بعض الأصلاحات الأدارية والمالية، لكن لم يمض أقل من شهرين حتى أغتيل كليبر في 21 محرم 1215هـ / 14 يونيو 1800م) بطعنه قاتله من أحد طلبة الأزهر السوريين، وهو سليمان الحلبي بأيعاز من السلطات العثمانية على ما يقال، ثم أعدم الحلبي بعد تشيع رفات كليبر في احتفال مهيب بعد ذلك بثلاثه أيام.